# Torneio Cidade de Marseille de 1987
O Torneio Cidade de Marseille de 1987 foi um torneio amistoso realizado na cidade francesa de Marselha, que contou com a participação de duas equipes francesas, Olympique e Toulouse, o Hamburger SV da Alemanha e o Santos FC do Brasil, que venceu seus dois jogos e ficou com a taça.

## Participantes
- Olympique de Marseille
- Toulouse Football Club
- Hamburger Sport-Verein
- Santos Futebol Clube

## Partidas[1][2][3][4]

### Semifinais
| 11 de julho de 1987 | Olympique de Marseille | 3-0 | Toulouse Football Club | Stade Vélodrome, Marselha, França |
|                     |                        |     |                        |                                   |

| 11 de julho de 1987 | Hamburger Sport-Verein | 0-1 | Santos FC    | Stade Vélodrome, Marselha, França |
|                     |                        |     | 42' Mendonça | Árbitro: Leduc                    |

### Disputa do 3º Lugar
| 12 de julho de 1987 | Toulouse Football Club | 2 (4) - (2) 2 | Hamburger Sport-Verein | Stade Vélodrome, Marselha, França |
|                     |                        |               |                        |                                   |

### Final[5]
| 12 de julho de 1987 | Olympique de Marseille | 0-1 | Santos FC    | Stade Vélodrome, Marselha, França |
|                     |                        |     | 88' Luisinho |                                   |

OLYMPIQUE: Bell; Bassi, Falls, Lovits e Ayache; Domelque, De la Montanha, Afeus e Papin; Allos e não informado (entraram Dialeau e Silislowski). Técnico: Gérard Banide
SANTOS: Rodolfo Rodríguez; Ijuí (Luisinho), Nildo, Toninho Carlos e Claudinho; César Sampaio, Hugo de León e Mendonça; Osvaldo (Celso), Luís Carlos e Arizinho. Técnico: Candinho